# Paraguay en los Juegos Olímpicos de Tokio 2020
Paraguay estuvo representado en los Juegos Olímpicos de Tokio 2020 por ocho deportistas, cinco mujeres y tres hombres, que compitieron en seis deportes.
Los portadores de la bandera en la ceremonia de apertura fueron el golfista Fabrizio Zanotti y la tenista Verónica Cepede Royg. El equipo olímpico paraguayo no obtuvo ninguna medalla en estos Juegos.